# Альмонасід-дель-Маркесадо
Альмонасід-дель-Маркесадо (ісп. Almonacid del Marquesado) — муніципалітет в Іспанії, у складі автономної спільноти Кастилія-Ла-Манча, у провінції Куенка. Населення — 486 осіб (2010).
Муніципалітет розташований на відстані близько 100 км на південний схід від Мадрида, 60 км на південний захід від Куенки.

## Демографія
Динаміка населення (INE ):